# الحزب اليهودي (رومانيا)
كان الحزب اليهودي، التسمية الكاملة له، الحزب اليهودي الروماني أو الحزب اليهودي القومي، حزبًا سياسيًا يمينيًا في رومانيا، يمثل مصالح المجتمع اليهودي. اتبع في الأصل تيارًا خفيًا للصهيونية، مروجًا للفكر الجماعي كشرط أساسي لإعادة الاستيطان في فلسطين، وتطوّر لاحقًا لمناصرة الصهيونية الدينية والصهيونية التصحيحية. أسس هذا الحزب تيفادار فيشر وجوزيف فيشر وأدولف ستيرن، وكان لديه فروعًا قوية في ترانسيلفانيا وبيسارابيا خصوصًا. مثّل هذا الحزب بشكل أساسي كل من أبراهام ليب زيسو، وميشو بنفينستي وصحيفة Renașterea Noastră في المملكة الرومانية القديمة حيث سجل أقل دعم له.
عارض الحزب اليهودي الروماني بشدة البرنامج الليبرالي وخطة اندماج اليهود في المجتمعات التي دعا إليها فيلهيلم فيلدرمان واتحاد اليهود الرومانيين المناصر له. كان إيمان هذا الحزب الجوهري باليهودية كهيئة سياسية متميزة عن سواها محط جدال، عارضه تلاميذ فيلدرمان وأعضاء الجماعات الأرثوذكسية والسفاردية، بالإضافة إلى الرومانيين الذين أرادوا إلغاء الفصل العنصري الاجتماعي لليهود؛ وبالمثل، استاء اليهود العلمانيون من تبجيل الحزب اليهودي الروماني للصهيونية الدينية، بما في ذلك تجنيده لرجال دين مثل يهودا ليب تسيريلسون. نجح آل فيشر في تقويض انتشار اتحاد اليهود الرومانيين في ترانسيلفانيا ومناطق أخرى، من خلال تقديم مرشحيهم الخاصين إلى انتخابات البرلمان خلال معظم ثلاثينيات القرن العشرين، وبروزهم كمعارضين صريحين لفكرة معاداة السامية. ومع تصريح الحزب اليهودي الروماني مرارًا وتكرارًا عن احترامه مبادئ المركزية للقومية الرومانية، التزم بشكل عام التعاون مع الجماعات غير اليهودية، بما في ذلك حزب الفلاحين الوطنيين وحزب الليبراليين الوطنيين، ولكنه تعاون كذلك مع حزب ماجار.
شكّل الحزب اليهودي الروماني بعد طرده فعليًا من السياسة الوطنية بسبب الظروف غير المواتية التي سادت خلال انتخابات عام 1933، مجلسًا مركزيًا لليهود الرومانيين جنبًا إلى جنب مع اتحاد اليهود الرومانيين. أضرّت تحالفات فيشرز بسمعة الحزب خلال الانتخابات التشريعية عام 1937، عندما وقع معاهدة عدم اعتداء مع حزب الفلاحين الوطنيين؛ وتضمنت هذه الصفقة أيضًا، بالوكالة، حركة الحرس الحديدي المعادية للسامية. حارب الحزب اليهودي الروماني خلال الأشهر الأخيرة من وجوده، القوانين المعادية للسامية التي أقرها رئيس الوزراء أوكتافيان جوجا، بما في ذلك تنظيم مقاطعة اقتصادية. ألغي الحزب اليهودي الروماني في نهاية المطاف مع كامل الجماعات السياسية الأخرى، في أوائل عام 1938؛ منعت جبهة النهضة الوطنية التي تشكلت في وقت لاحق من ذلك العام، بشكل واضح وعلني دخول اليهود. كانت قاعدة دعم الحزب اليهودي الروماني مشتتة بسبب التغييرات الإقليمية التي حدثت خلال الحرب العالمية الثانية، وقد هلك القسم الأعظم منها في المحرقة اليهودية. انخرط بعض قادتها، لاسيما زيسو، في شبكة مقاومة صهيونية، وساعدوا أكثر من 10,000 يهودي على الهجرة غير الشرعية إلى فلسطين.
عاد الحزب اليهودي الروماني إلى الظهور بعد أيام من الانقلاب المناهض للنازية عام 1944، وكان زيسو رئيسًا له. تفوق الحزب في تنافسه مع اتحاد اليهود الرومانيين المعاد تأسيسه بالمثل، وتمكّن من جذب مؤيدي الأخير لصفوفه. اختلفت كتلة الحزب القومية مع الحزب الشيوعي الروماني واللجنة اليهودية الديمقراطية التابعة له، وكذلك مع الصهيونية العمّالية من نوع الإيهود. انقسم الحزب بين معسكرين بعد فشله في الحصول على اعتراف الحكومة ببرنامجه المجتمعي. أحد هذين المعسكرين والذي كان مناهضًا للشيوعية، أيد برنامج زيسو للهجرة الجماعية إلى فلسطين، ووقف إلى جانب التصحيحيين خلال صراعهم مع بريطانيا. أما المعسكر الآخر، بقيادة بنفينيستي، كان أكثر انفتاحًا على التعاون مع الشيوعيين، ومع حلول شهر أكتوبر من عام 1946 كان مسيطرًا على الحزب اليهودي الروماني. التزم الحزب اليهودي الروماني في عهد بنفينيستي بما يسمى «التمثيل اليهودي» الذي يسيطر عليه شيوعيون، وقدم مرشحين مُدّربين رسميًا خلال انتخابات نوفمبر من عام 1946. حلَّ النظام الشيوعي في غضون عامين، جميع المنظمات الصهيونية، وسجن كل من زيسو وبنفينيستي. ضمَّ اتحاد الشباب الديمقراطي العالمي جناح الشباب في الحزب اليهودي الروماني إليه، واندمج معه ليشكلا اتحاد الشباب الشيوعي في عام 1949.

## تاريخ

### أصول
أبصر الحزب اليهودي الروماني النور نتيجة الخلافات داخل المجتمع اليهودي، التي تلت مراسيم تحرر اليهود في أوائل عشرينيات القرن الماضي، وتفاقمت بسبب الاختلافات الثقافية والسياسية بين مناطق رومانيا الكبرى. آمن اتحاد اليهود الأصليين الذي دعا إليه فيلدرمان (والذي كان يُعرف باتحاد اليهود الرومانيين قبل عام 1923) أن تشكيل حزب يهودي منفصل هو أمر غير ضروري، لأنه سيعزل اليهود سياسيًا بعد مكافحتهم لعقود من أجل كسب صفة المواطنة الرومانية. صرح الاتحاد بأنه من خلال المشاركة في الأحزاب الرومانية والتعاون مع الحكومة الرومانية، يمكن الحصول على مطالب معينة بسهولة أكبر. جادل فيلدرمان كذلك، موضحًا أن «المصالح المحددة» لليهود «لا تتعارض مع المصالح العامة للدولة الرومانية». وفقًا للمؤرخ هنري إيتون، كان موقف الاتحاد «متعاونًا سياسيًا» تجاه الأحزاب الرومانية، ساعيًا إلى «صرف الاتهام عن اليهود بأنهم يمثلون أمة منفصلة وغريبة في رومانيا». بشكل عام، دافع اتحاد اليهود الرومانيين عن خطة اندماج اليهود في المجتمعات: كان الاتحاد «داعمًا أكثر لفكرة الاندماج»، أو حتى «الرومانية المعتدلة». مع ذلك، لم يكن اتحاد اليهود الرومانيين معاكسًا في جوهره للصهيونية، سيما وأن فيلدرمان نفسه أشار إلى أنه: «لا يمكن لليهودي الروماني معارضة إنشاء دولة قومية يهودية».
لم تُشارَك وجهة نظر اتحاد اليهود الرومانيين فيما يخص خطة اندماج اليهود في المجتمعات، من قبل المجموعة التي يقودها تيفادار (ثيودور) فيشر وجوزيف فيشر وأدولف ستيرن. كان ستيرن، الذي مثل أقاليم «المملكة الرومانية القديمة»، الزعيم الأصلي لاتحاد اليهود الرومانيين، وخدم منذ عام 1909 حتى عام 1923، وقد دعم من خلال سلطته تحرر اليهود، وانتقد تنامي معاداة السامية العنيفة كما تجسدها رابطة الدفاع الوطني المسيحي. كانت نظرته الأصلية للمستقبل عبارة عن «اندماج معتدل» في توارث إيديولوجي لجوزيف بروسينر. اعتنق ستيرن الصهيونية في عام 1919، وجمع الأموال لصالح عليا الثالثة أي «الموجة الثالثة من الهجرة اليهودية إلى فلسطين» وانخرط في «النضال من أجل إعادة تجميع وتحويل الكيان الاجتماعي والاقتصادي اليهودي». كان قد انتخب ستيرن لعضوية مجلس نواب رومانيا في عام 1922، كحليف لحزب الفلاحين غير اليهود، وعقد مؤتمر مع جماعة بوكوفينا الصهيونية برئاسة ماير إيبنر. اختار الاتحاد نفسه تحالفًا مع الحزب الليبرالي الوطني، الذي اعتبره المتعاطفون اليهود حزبًا يمثل «النظام والسلام».
كان كل من تيفادار فيشر وجوزيف فيشر يهوديين هنغاريين من ترانسيلفانيا. ووفقًا لإحدى الروايات، كانا ابني حاخام ألبا يوليا، تقطعت بهما السبل في رومانيا في نهاية الحرب العالمية الأولى. كتب المؤرخ أتيلا جيدو أنه لم تجمع رابطة دم بين تيفادار وجوزيف، لكن ما جمعهما كان دفاعهما المشترك عن اليهودية الأرثوذكسية؛ لطالما كان جوزيف فيشر منتقدًا للصهيونية، قبل أن يجذبه إليها نشطاء آخرين من بنسيلفانيا، ليصبح «واحدًا من أهم الشخصيات الصهيونية من بنسيلفانيا». لوحظ كذلك من قبل عالم السياسة راندولف ل. براهام، أن «الثقافة السياسية» في دائرة فيشرز الانتخابية «سُبكت من خلال تجاربهما السابقة في المملكة المجرية». وكمؤسسين للرابطة الوطنية اليهودية الترانسيلفانية وحزب الشعب الترانسيلفاني الأوحد، كانا قد عبرا عن معارضتهما لاتحاد اليهود الرومانيين في وقت مبكر من عام 1923، داعين إلى تحويل الاتحاد إلى «اتحاد عام» من الهيئات التابعة الفضفاضة. وردًا على الموقف الذي اتخذه مؤيدو اتحاد اليهود الرومانيين الترانسيلفانيين مثل ميكسا كلين، فقد ناصرا الشيوعية، ورفضا الاندماج في التيار الروماني الرئيس.